# ناوکی یوشیکاوا
ناوکی یوشیکاوا (ژاپنی: 吉川 直輝؛ زادهٔ ۲۱ آوریل ۲۰۰۲) یک بازیکن فوتبال اهل ژاپن است.
از باشگاه‌هایی که در آن بازی کرده‌است می‌توان به باشگاه فوتبال گامبا اوساکا اشاره کرد.